# Contea di Gao
La contea di Gao (高县S, Gāo XiànP) è una contea della Cina, situata nella provincia di Sichuan e amministrata dalla prefettura di Yibin.